# Червонівська сільська рада (Яготинський район)
Червонівська сільська рада — колишній орган місцевого самоврядування у Яготинському районі Київської області з адміністративним центром у с. Червоне.

## Загальні відомості
Історична дата утворення: 21 травня 1991 року.
Київська обласна рада рішенням від 2 лютого 2006 року у Яготинському районі уточнила назву Червоненської сільради на Червонівську.
Водоймища на території, підпорядкованій даній раді: річка Оржиця.

## Населені пункти
Сільській раді підпорядковані населені пункти:
- с. Червоне

## Склад ради
Рада складається з 14 депутатів та голови.